# Lunatic Soul II
Lunatic Soul II è il secondo album in studio del gruppo musicale polacco Lunatic Soul, pubblicato il 25 ottobre 2010 dalla Kscope.

## Tracce
Testi e musiche di Mariusz Duda, eccetto dove indicato.
1. The In-Between Kingdom – 6:48
2. Otherwhere – 2:48
3. Suspended in Whiteness – 7:56
4. Asoulum – 6:23
5. Limbo – 1:53 (musica: Mariusz Duda, Macej Szelenbaum)
6. Escape from Paradice – 4:39 (musica: Mariusz Duda, Macej Szelenbaum)
7. Transition – 11:07 (musica: Mariusz Duda, Macej Szelenbaum)
8. Gravestone Hill – 3:41
9. Wanderings – 5:28 (musica: Mariusz Duda, Rafał Buczek)

## Formazione
Musicisti
- Mariusz Duda – percussioni (eccetto tracce 2, 8 e 9), tastiera (eccetto traccia 2), voce (eccetto traccia 5), chitarra acustica (eccetto tracce 1, 5, 6 e 7), basso (tracce 3, 4, 6 e 7), chimes (traccia 3), effetti (traccia 5), batteria (traccia 7), kalimba (traccia 9)
- Macej Szelenbaum – guzheng (traccia 2), flauti (traccia 3, 5, 6 e 7), effetti (tracce 5 e 7), pianoforte (traccia 6), strumenti ad arco e pads (traccia 7)
- Wawrzyiec Dramowicz – batteria (tracce 3 e 9), rullante (traccia 4), cajòn (traccia 6)
- Julia Majos – risata (traccia 3)
- Rafał Buczek – tastiera e loop (traccia 9)

Produzione
- Mariusz Duda – produzione, missaggio
- Robert Srzednicki – produzione, missaggio, registrazione, mastering
- Magda Srzednicki – produzione, missaggio, registrazione, mastering

## Classifiche
| Classifica (2010) | Posizione massima |
| ----------------- | ----------------- |
| Polonia           | 13                |